# Blanquita (película)
Blanquita es una película dramática coproducida internacionalmente de 2022 dirigida por Fernando Guzzoni, protagonizada por Alejandro Goic, Amparo Noguera, Marcelo Alonso, Daniela Ramírez y Ariel Grandón. La película tuvo su estreno el 4 de septiembre de 2022 en el 79° Festival Internacional de Cine de Venecia en la sección Horizonte, donde ganó un premio al mejor guion.
La película fue seleccionada como la candidata chilena al mejor largometraje internacional en la 95.ª edición de los Premios de la Academia.

## Sinopsis
La película está basada en un escándalo real de prostitución infantil, el Caso Spiniak, que sacudió a Chile a principios de la década de 2000. Cuenta la historia de Blanquita (Laura López), una joven de 18 años residente en una casa de acogida, que se convierte en testigo clave de un escándalo que involucra a poderosos empresarios y políticos.

## Elenco
- Laura López como Blanquita
- Alejandro Goic como Manuel
- Amparo Noguera como Piedad
- Marcelo Alonso como Fiscal Herrera
- Daniela Ramírez como Fiscal Lagos
- Ariel Grandón como Carlos

## Lanzamiento
La película tuvo su estreno mundial en el 79º Festival Internacional de Cine de Venecia el 5 de septiembre de 2022. También llegó a la sección 'World Cinema' del 27º Festival Internacional de Cine de Busan, donde se proyectó el 9 de octubre, y a la sección 'International Perspective' del 46.º Festival Internacional de Cine de São Paulo, donde se proyectó el 22 de octubre de 2022. Posteriormente, en diciembre, fue invitada al 28.º Festival Internacional de Cine de Calcuta, donde se proyectó el 17 de diciembre de 2022, y al 34.º Festival Internacional de Cine de Palm Springs, donde se proyectó el 7 de enero de 2023.
La película se estrenó en cines en Nueva York y Los Ángeles el 9 de diciembre de 2022 por Outsider Pictures.

## Recepción
De acuerdo con el sitio web Rotten Tomatoes, la película tiene un índice de aprobación del 100 % basado en 24 reseñas, con una calificación promedio de 7,5/10. En Metacritic, tiene una puntuación media ponderada de 77 sobre 100 basada en 6 reseñas, lo que indica «críticas generalmente favorables».
Marta Bałaga, en su reseña para Cineuropa, escribió: «Blanquita carece de color y aparentemente también de emoción, lo cual tiene mucho sentido». Bałaga elogió al director por la ejecución del guion cinematográfico, «lo que pasa es que su película bien ejecutada [del director] no es precisamente explícita». Ella opinó que no hacer una película explícita haría que más gente la viera. Wendy Ide, reseña para ScreenDaily, elogió la película y escribió: «Un thriller atmosférico protagonizado por una actuación central segura de López».
Ronda Racha Penrice, de TheWrap, elogió la actuación de Laura López y escribió: «López logra perfectamente un gran equilibrio entre la dureza y la vulnerabilidad de Blanca». Escribió además que Guzzoni «creó un thriller convincente que profundiza y plantea preguntas críticas sobre el continuo fracaso de la sociedad para proteger a los niños».

## Premios y nominaciones
| Año  | Premio                      | Categoría   | Candidato        | Resultado | Ref.  |
| ---- | --------------------------- | ----------- | ---------------- | --------- | ----- |
| 2022 | Festival de Cine de Venecia | Mejor guion | Fernando Guzzoni | Ganador   | [ 4 ] |